# Porxos del carrer Major de Cervera
Els Porxos del carrer Major de Cervera són una obra amb elements romànics i barrocs de Cervera (Segarra) protegida com a Bé Cultural d'Interès Local.

## Descripció
Construccions situades en dos trams de l'extrem nord del carrer Major de Cervera. Característiques per les volades que, en origen, estaven sostingudes per permòdols de pedra o de fusta sobreposats, i a partir del segle xvii, afegiren columnes toscanes com a reforç i jàsseres de fusta.
Els porxos s'utilitzaven per bastir els edificis construïts al llarg dels segles XVI, XVII i XVIII, i per engrandir els pisos superiors de les cases. Tanmateix, a partir del segle XVII i fins a mitjan segle xx, serviren com a aixopluc de les parades de fira i mercat.

## Història
Segons els consellers de la ciutat, la proliferació massiva d'aquestes estructures obscuria els carrers i l'any 1798, amb l'anunci de la visita del rei Carles IV, s'aprofità per eliminar moltes d'aquestes estructures amb el pretext de ser un obstacle per al pas de les processons i la comitiva reial.